# کنده سوره (بانه)
کنده سوره (بانه)، روستایی از توابع بخش ارمرده  شهرستان بانه در استان کردستان ایران است.

## جمعیت
این روستا در دهستان بله که قرار دارد و براساس سرشماری مرکز آمار ایران در سال ۱۳۸۵، جمعیت آن ۶۴۵ نفر (۱۲۳خانوار) بوده‌است.